# 八巻寛治
八巻 寛治（やまき かんじ、1958年12月13日 - ）は、日本の小学校教師・上級教育カウンセラー・ガイダンスカウンセラー・学級経営スーパーバイザー・子育て支援カウンセラー。元銀行員。宮城県角田高等学校、東洋大学法学部II法律学科卒業。仙台市嘱託社会教育主事。宮城県教育カウンセラー協会副代表。身長180cm、血液型はA型。宮城県伊具郡丸森町出身。

## 来歴・人物
宮城県角田高等学校を卒業後、1976年4月に協和銀行に入行。大手町支店・東京中央支店に勤務、その間東洋大学法学部II法律学科に在籍し、勤労学生として日々を過ごす。
かねてからの夢であった小学校教師になることに一念発起し、協和銀行を3年3か月で退社。1980年3月、東洋大学法学部II法律学科を卒業後、玉川大学通信教育部文学部教育学科を修了し、小学校教諭の免許を取得した。
1982年4月から角田市立角田小学校（3か月）、丸森町立丸森小学校講師（約1年6か月）として勤務した。1984年4月に仙台市立金剛沢小学校教諭（3年間）となったのを皮切りに、仙台市立田子小学校教諭（6年間）、仙台市立小松島小学校教諭（8年間）、仙台市立東長町小学校教諭（5年間）、仙台市立向山小学校（3年間）と異動し、2009年より仙台市立沖野東小学校教諭。2015年より再び仙台市立金剛沢小学校教諭2018年度で定年退職。その後仙台市太白図書館の職員となる。
2019年より㈻ろりぽっぷ学園カウンセラー、同ろりぽっぷ小学校・中学校開校準備室長　2023年４月より仙台市立坪沼小学校跡地に、学びの多様化学校（略してマナタヨ）ろりぽっぷ小学校を開校、幼児教育とイエナプラン、人間キャリア科、保護者支援を特色としたイエナプラン認定校として運営している。今後中学校の開校に向けて準備を進めている。
1992年8月、東北大学社会教育主事講習会修了（3か月）。2000年8月に日本教育カウンセラー協会上級教育カウンセラー、2006年5月に学級経営スーパーバイザー、2011年にガイダンスカウンセラー、2023年に子育て教育カウンセラーの資格を取得し、仙台市内の小・中学校、研究会、市民センター等を始め、宮城県内、東北各県、全国からの講座依頼の要請に応じている。

## 主な著書等
- 心の教育とカウンセリングマインド…教師のための生徒指導 分担執筆 1999年4月 東洋館出版
- 続・構成的グループエンカウンター 共著 2000年4月 誠心書房
- 構成的グループエンカウンターミニエクササイズ56選小学校版 単著 2001年4月 明治図書
- エンカウンターで学校が変わるショートエクササイズ集・Part1 國分康孝監修編集者 2001年10月 図書文化社
- 構成的グループエンカウンター実践情報1～7号 編集者 2003年4月～2005年1月 明治図書
- 育てるカウンセリングに教室課題対応全書5「いじめ」 國分康孝監修 編集者 2003年6月 図書文化社
- 保護者会で使えるエンカウンターエクササイズ 編著者 2003年8月 ほんの森出版
- 小学校学級づくり構成的グループエンカウンターエクササイズ50選小学校版 単著 2004年1月 明治図書
- 構成的グループエンカウンター実践テキスト1～7号 編集者 2005年4月～2007年1月 明治図書
- エンカウンター学級づくり12ヶ月 低学年・中学年・高学年 各1冊ずつ 共著 2006年2月 明治図書
- 小学校・キャリア教育のカリキュラムと展開案 分担執筆 2006年3月 明治図書
- 心ほぐしの学級ミニゲーム集 単著 2006年4月 小学館
- 小学校若手教師のエンカウンター入門実践テキスト 単著 2007年9月 明治図書
- やまかん流カウンセリング活用シリーズ1 学級保護者会・懇談会演出スキル 単著  2008年3月 明治図書
- エンカウンター学級づくりテキスト1～7号 編集者 明治図書
- 等著書６０冊、編著、分担執筆等合わせて１００冊を超える

## 受賞歴
- 2000年3月 日本バレーボール協会（宮城県）B級公認審判員 功労賞
- 2002年1月 道徳と特別活動賞優秀賞（構成的グループエンカウンターの実践的研究）